# Machimus atripes
Machimus atripes är en tvåvingeart som beskrevs av Friedrich Hermann Loew 1854. Machimus atripes ingår i släktet Machimus och familjen rovflugor. Inga underarter finns listade i Catalogue of Life.